# Bidessus muluensis
Bidessus muluensis är en skalbaggsart som beskrevs av Omer-cooper 1931. Bidessus muluensis ingår i släktet Bidessus och familjen dykare. Inga underarter finns listade i Catalogue of Life.